# Philantomba monticola
El duiker azul (Philantomba monticola) es una especie de mamífero artiodáctilo perteneciente a la familia Bovinae, miembro del género Philantomba que se encuentra ampliamente distribuido por las selvas del África central y austral
Se encuentran en el este de Nigeria hasta Kenia y Tanzania y el sur de Sudáfrica. También se produce en las islas de Zanzíbar, Pemba y Bioko.

## Subespecies
- Philantomba monticola aequatorialis Matschie, 1892 – República Centroafricana, este de la República Democrática del Congo, suroeste de Sudán del Sur y oeste de Uganda
- Philantomba monticola anchietae Bocage, 1879 – Angola y sudoeste de la República Democrática del Congo
- Philantomba monticola bicolor Gray, 1863 – Mozambique y este de Sudáfrica en Limpopo, KwaZulu y Natal
- Philantomba monticola congicus Lönnberg, 1908 – De Nigeria al oeste de la República Centroafricana y de la República Democrática del Congo hasta la costa de la República del Congo
- Philantomba monticola defriesi W. Rothschild, 1904 – Norte de Zambia, sur de la República Democrática del Congo y este de Angola
- Philantomba monticola hecki Matschie, 1897 – Noreste de Malawi, noreste de Zambia al este del valle del Luangwa y norte de Mozambique
- Philantomba monticola lugens Thomas, 1898 – Sur de Tanzania en el arco montañoso Oriental
- Philantomba monticola melanorheus Gray, 1846 – Isla de Bioko
- Philantomba monticola monticola Thunberg, 1789 Sur de Sudáfrica, en las provincias del Cabo Oriental y este del Cabo Occidental
- Philantomba monticola musculoides Heller, 1913 – Este de Uganda y Oeste de Kenia, al este del Gran Valle del Rift
- Philantomba monticola simpsoni Thomas, 1910 – Centro de la República Democrática del Congo
- Philantomba monticola sundevalli Fitzinger, 1869 – islas de Zanzíbar, Pemba, Mafia y costa de Kenia y Tanzania